# Вересень 2006
Вересень 2006 — дев'ятий місяць 2006 року, що розпочався у п'ятницю 1 вересня та закінчився у суботу 30 вересня.

## Події
- 9 вересня — запуск місії STS-115 космічного корабля «Атлантіс».
- 10 вересня — Міхаель Шумахер переміг у Гран-прі Італії Формули-1. Таким чином, відставання Шумахера від лідера сезону Фернандо Алонсо, який через проблеми з мотором не зміг фінішувати, тепер становить лише два очки. Після перемоги, що стала для німця 90-й, Шумахер оголосив про те, що після закінчення чемпіонату світу нинішнього року він завершить спортивну кар'єру.
- 11 вересня — швейцарець Роджер Федерер виграв Відкритий чемпіонат США з тенісу. У фінальному матчі Федерер, що є першою ракеткою світу, обіграв американця Енді Роддіка: 6:2, 4:6, 7:5, 6:1.
- 14 вересня — старт ракети-носія «Союз-У» з супутником розвідувальним Космос-2423.
- 17 вересня:
  - парламентські вибори у Швеції.
  - Антиурядові виступи в Будапешті.
- 18 вересня — старт «Союзу ТМА-9» з чотирнадцятою експедицією МКС і першою жінкою-космічною туристкою.